# صبا همایون
صبا همایون (انگلیسی: Saba Homayoon؛ زادهٔ ۱۲ آوریل ۱۹۷۷)، بازیگر کانادایی است. از برنامه‌هایی که وی در آن‌ها حضور داشته است می‌توان به مجموعه‌های تلویزیونی آشنایی با مادر و افسون‌شده اشاره کرد.

## تلویزیون
- میس مچ (۲۰۰۳) (مجموعه تلویزیونی) (۱ قسمت) در نقش منشی
- بدون هیچ ردی (۲۰۰۳) (مجموعه تلویزیونی) (۱ قسمت) در نقش دستیار
- افسون‌شده (۲۰۰۴) (مجموعه تلویزیونی) (۱ قسمت) در نقش جینی جن (اهریمن)
- دی.ای. (۲۰۰۴) (مجموعه تلویزیونی) (۱ قسمت) در نقش دنیز کلارک
- دکتر وگاس (۲۰۰۴) (مجموعه تلویزیونی) (۱ قسمت) در نقش میرا
- آشنایی با مادر (۲۰۰۵) (مجموعه تلویزیونی) (۱ قسمت) در نقش یاسمین
- ان‌سی‌آی‌اس (۲۰۰۶) (۱ قسمت) در نقش فاطین عمل
- دو خانواده (۲۰۰۷) (فیلم تلویزیونی) در نقش فعال اجتماعی
- چرخه (۲۰۰۷) (مجموعه تلویزیونی) (۲ قسمت) در نقش جین
- عامل موفقیت (۲۰۰۸) (فیلم تلویزیونی) در نقش لیلا جون